# 植村孝
植村 孝（うえむら たかし、1940年11月25日 - ）は、日本の詩人。兵庫県姫路市生まれ。

## 著書
- 『摂氏3000度の願望から』　1970年
- 『野心の旅人』　1981年
- 『水の悲哀』　1987年
- 『水の誕生日』　1990年
- 『夢の葬式』　1998年
- 『長い旅の果ての回想』　2011年
- 『水色の音楽』　2012年
- 『未達の夢』　2013年
- 『詩人の事件簿』　2013年
- 『エラー表示の男から』　2015年
- 『詩人からの手紙』　2016年
- 『水の化学者になると』　2017年